# Louis Schneider
Pour les articles homonymes, voir Schneider.
Louis F. Schneider, né le 19 décembre 1901 à Indianapolis (Indiana) et décédé le 22 septembre 1942 dans la même ville à 40 ans, était un pilote automobile américain, vainqueur des 500 miles d'Indianapolis.

## Biographie
Il exerçait le métier d'agent de police motorisée à Indianapolis même.
Sa première course en AAA eut lieu lors de l'Indy 500 de 1927, et la dernière 6 ans plus tard également sur l'IMS.
Il est enterré au cimetière de Crown Hill à Indianapolis.

## Titre
- American Championship car racing (AAA): 1931 (avec le teams Bowes Seal Fast);

## Victoires en championnat AAA
(2 la même année, en 17  courses disputées entre 1927 et 1933)
- 1931: International 500 Mile Sweepstakes (Indy 500), sur Stevens-Miller du B. L. Schneider team (ainsi qu'au Roby 100 la même année, hors championnat).

(nb: en 6 participations consécutives à l'Indy 500 de 1927 à 1933, il a aussi obtenu une 3e place en 1930; il a également été 2e à Syracuse en 1927, toujours sur Miller)